# هانس دورفنر
هانس دورفنر (به آلمانی: Hans Dorfner) بازیکن فوتبال و هافبک اهل آلمان است که از سال ۱۹۸۷ میلادی عضو تیم ملی فوتبال آلمان بوده‌است. وی در ۷ بازی ملی حضور داشته است و آخرین بازی ملی خود را در سال ۱۹۸۹ میلادی انجام داد. هانس دورفنر در بازی‌های ملی‌اش ۱ گل به ثمر رساند.